# 冷たい雨 (BONNIE PINKの曲)
「冷たい雨」（つめたいあめ）は、CDシングルとしてはBONNIE PINKの27枚目のシングル。2012年2月29日発売。発売元はワーナーミュージック・ジャパン。CDコードは初回限定盤がWPZL-30362/3、通常盤がWPCL-11055。

## 概要
前作のマキシシングル「カイト」から約1年5ヶ月ぶりのリリース（配信限定シングル「The Sun Will Rise Again」からは11ヶ月ぶり）。
日本テレビ系テレビドラマ『ダーティ・ママ!』主題歌。なお、テレビドラマ主題歌を手掛けるのは｢Water Me｣以来、約4年9ヶ月ぶり。 
ドラマの主人公のイメージに合わせて、「社会で戦う強い女性像に合う曲を」と依頼された。
初回限定盤にはライブ音源1曲がボーナス収録された。また、ライブ映像2曲を収録したDVDも付属。レコチョクから着うたフル配信が2月1日より先行販売された。

## 収録曲

### CD
- 全曲、作詞・作曲：BONNIE PINK

1. 冷たい雨 （3:59）
（編曲：Tore Johansson）
  - 日本テレビ系テレビドラマ『ダーティ・ママ!』主題歌
2. Keep Crawling （3:29）
（編曲：Burning Chicken）
3. 日々草 （2011.11.27 Live at Nihonbashi Mitsui Hall） （4:27）
4. 金魚 （2011.11.27 Live at Nihonbashi Mitsui Hall） （6:03）
（編曲：Tore Johansson）
  - 初回限定盤のみ収録のボーナス・トラック
5. 冷たい雨（Instrumental）
6. Keep Crawling（Instrumental）

### DVD（初回限定盤付属）
- 『BONNIE PINK TOUR 2010 "Dear Diary"  at AKASAKA BLITZ』 （2010.11.26 赤坂BLITZ）

1. Hurricane
2. Grow
  - （ディレクター：松本剛）

## 収録アルバム
- 『Chasing Hope』（1.）
- アルバム未収録（2.,3.-オリジナル・ヴァージョンは『Golden Tears』収録,4.-同様に『evil and flowers』収録）